# Gustaf Adolf Humble
Gustaf Adolf Humble, född 20 februari 1674 i Jönköping, död 28 november 1741 i Gårdsby församling, var en svensk biskop.
Då Humble återvände till Sverige efter studier i Rostock och i Wittenberg, blev han först kyrkoherde i Eskilstuna 1700 och därefter 1709 förordnad till hovpredikant hos änkedrottning Hedvig Eleonora. Han var amiralitetssuperintendent för Karlskrona amiralitetsförsamling 1719-1730. Här gav han 1728 ut sin så kallade "Novator άτακτος, eller några ny giriges oordentliga privata konventiklar", som var riktad mot pietismen. Därefter blev han 1730 biskop i Växjö.
Gustaf Adolf Humble var son till assessorn i Göta hovrätt, Peter Humble och Elisabet Brunsberg. Han gifte sig år 1700 med Kristina Lundeberg och en andra gång 1730 med Kristina Ehrenlund, dotter till företrädaren i Växjö, David Lund.

## Bilder

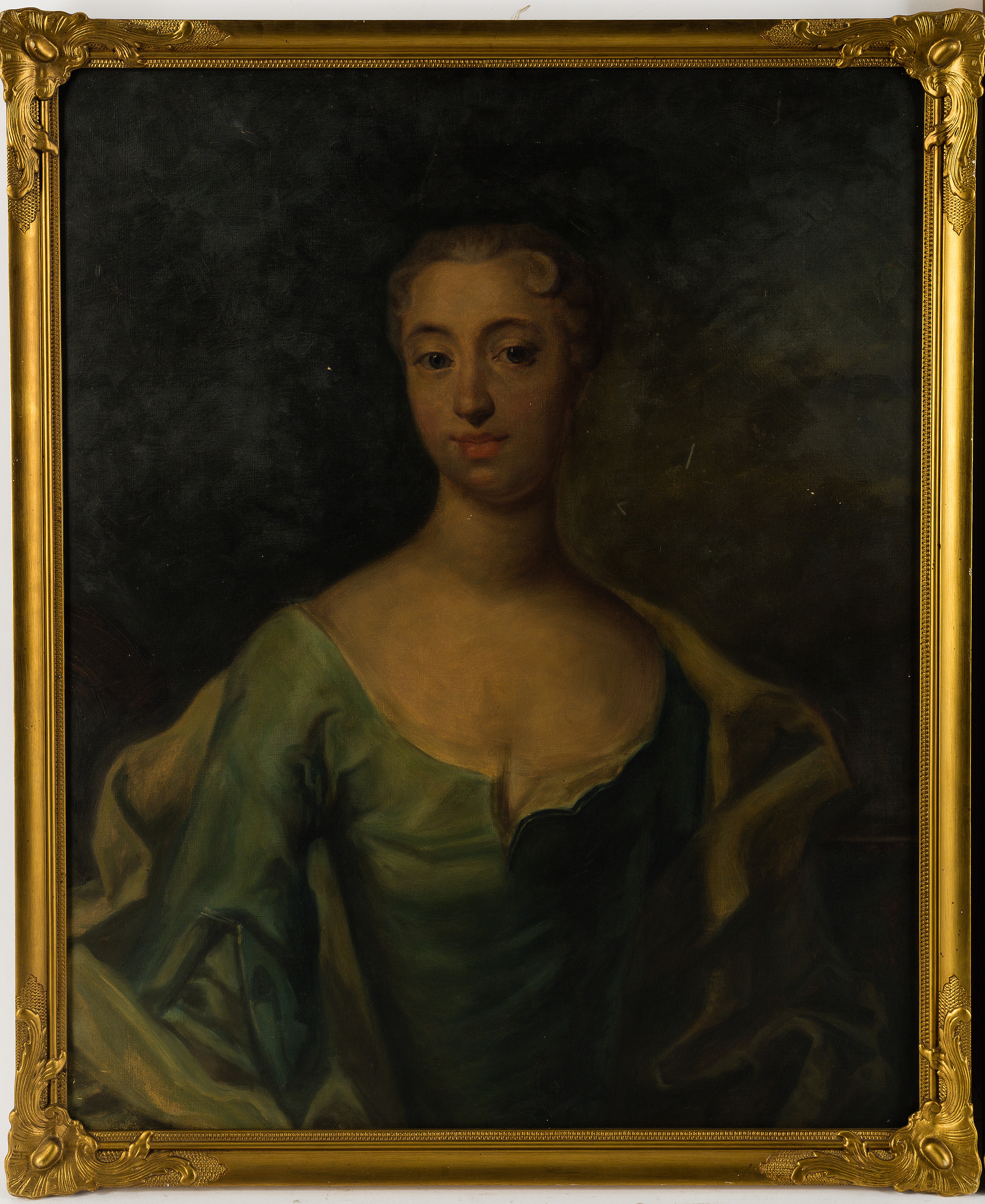
Humbles andra hustru, Christina Ehrenlund (1710-1770) avporträtterad ca 1730 av Johan Henrik Scheffel.